# Slobodan Topalović
Slobodan Topalović (* 8. November 1952 in Čačak, Sozialistische Republik Serbien; † 16. Mai 1994 in Belgrad) war ein jugoslawischer Fußballspieler.
Topalović spielte in den 70er Jahren in der deutschen Bundesliga für den 1. FC Köln. Als zweiter Torwart hinter Toni Schumacher kam er 17-mal zum Einsatz, bis er sich beim Bundesligaspiel gegen Eintracht Frankfurt eine schwere Kopfverletzung zuzog. 1977 wechselte er zum Lokalrivalen SC Viktoria Köln, mit dem er in der Saison 1978/1979 in der 2. Bundesliga spielte. Auch dort konnte er sich nicht auf Dauer als Nummer eins durchsetzen. 1979 ging er für zwei Jahre in seine jugoslawische Heimat, bevor er 1981 zu Olympique Lyon nach Frankreich wechselte. Für diesen Verein absolvierte er bis 1987 225 Spiele in der 2. Division.
Slobodan Topalović prallte bei einem Altherren-Spiel in Frankreich mit einem Gegner zusammen und erlag 1994 seinen Schädelverletzungen nach langer Krankheit.

## Vereine
- 1974–1977: 1. FC Köln
- 1977–1979: SC Viktoria Köln
- 1979–1981: OFK Belgrad
- 1981–1987: Olympique Lyon

## Statistik
- Bundesliga: 17 Spiele für 1. FC Köln
- Ligue 2 (Frankreich): 225 Spiele für Olympique Lyon
- 2. Bundesliga: 11 Spiele für Viktoria Köln
- DFB-Pokal: 5 Spiele für 1. FC Köln
- UEFA-Pokal: 6 Spiele für 1. FC Köln

## Erfolge
- 1975 UC-Halbfinale
- 1976 BL-Vierter
- 1977 DFB-Pokal-Sieger